# Deč
Deč (srpski: Деч) je selo u općini Pećinci u Sremskom okrugu.
Po popisu iz 2002. selo je imalo 1590 stanovnika (1991. – 1346)

## Etnički satsav 2002. godine
- Srbi- 1462 > 91,94%
- Romi - 53 > 3,33%
- Jugoslaveni - 19 >  1,19%
- Makedonci -  8 > 0,50%
- Hrvati  - 6 > 0,37%
- Muslimani  - 6 > 0,37%
- Mađari  -  4 > 0,25%
- Slovaci   - 3 > 0,18%
- Crnogorci   - 2 > 0,12%
- Rusi      - 1 > 0,06%
- Nijemci - 1 > 0,06%
- nepoznato    - 7 > 0,44%